# Thomas Waleys
Thomas Waleys fue un teólogo dominico, profesor de la universidad de Oxford. Se sabe que además de pasar un tiempo en Aviñón, fue lector en el convento dominico de Bologna. Se ganó meritada fama por contrastar en público –es decir, durante un sermón en Aviñón el 17 de enero de 1332– las tesis sobre la visión beatífica del papa Juan XXII.
La opinión del papa, que también había sostenido a través de sermones antes y después de llegar al papado, era que los muertos solo adquirían la visión beatífica tras el juicio final. En el sermón, Thomas se guardó de acusar al papa de herejía, pero indicó que quienes sostenían la tesis de que los bienaventurados solo gozan de la visión beatífica tras el juicio final, lo hacen solo con la intención de obtener algún beneficio del pontífice y no porque estén convencidos de la tesis.
Esta intervención le costó la encarcelación inmediata y luego un proceso realizado en la corte papal en 1333. Como había ocurrido en otros conflictos surgidos durante su pontificado, un buen grupo de cardenales y obispos participaron en el proceso y dilucidación del problema teológico. Aunque el proceso concluyó con la condena por herejía, afortunadamente, no acabó en la hoguera (tampoco su compañero de orden, Durán de San Porciano), pues el papa Juan XXII falleció. Más aún, las afirmaciones de Thomas obtuvieron confirmación, primero en la universidad de París y luego cuando en 1336 el papa Benedicto XII en la bula Benedictus Deus sancionó la tesis por la que se declara dogmáticamente que los bienaventurados, es decir, quienes murieron habiéndose ya purificado o quienes ya hayan pasado por una purificación tras la muerte, gozan de la visión beatífica sin necesidad de esperar al juicio final.